# Maya (novela)
Maya es una novela escrita por el autor noruego Jostein Gaarder (Oslo, 1952) publicada el 1999.
Maya es para muchos, junto a El misterio del solitario y el aclamando El mundo de Sofía, uno de los libros más brillantes del noruego Jostein Gaarder. En este, el autor utiliza el hilo del suspense para ir tendiendo teorías sobre la relatividad, la finalidad del universo o la evolución de los vertebrados, mientras la historia principal gira en torno a una chica cuyo rostro parece asemejarse más al de la maja vestida de Goya con cada día que pasa.
- Datos: Q6007609